# Minyaspis pulchra
Minyaspis pulchra is een rankpootkreeftensoort uit de familie van de Oxynaspididae. De wetenschappelijke naam van de soort is voor het eerst geldig gepubliceerd in 1934 door Nilsson-Cantell.